# サイパン (強襲揚陸艦)
サイパン（USS Saipan,LHA-2）はアメリカ海軍の強襲揚陸艦。タラワ級強襲揚陸艦の2番艦。第二次世界大戦中のサイパンの戦いにちなんで名付けられた。

## 艦歴
サイパンは1972年7月21日に起工され、進水は1974年7月20日に行われた。命名は当時のアメリカ海軍長官、J・ウィリアム・ミッデンドーフの妻による。
サイパンは1979年7月、内戦中のニカラグアからアメリカ人を避難させる作戦に参加した。1980年5月、フロリダ海峡をアメリカに向けて横断しようとしたキューバ難民を救助するため、アメリカ沿岸警備隊を支援した。8月25日、サイパンはノーフォークを出航し、地中海に派遣された。
1982年8月から1983年7月の間、サイパンはノーフォーク海軍工廠で整備を受け、1983年9月、グレナダ侵攻作戦に参加した。
1996年5月10日、米英合同演習「オペレーション・パープルスター」参加中に本艦から発艦したCH-46EとAH-1Wが、夜間飛行中に空中衝突して墜落。乗員18名中16名が死亡、CH-46Eのパイロット2名が重症を負った。